# Sint-Proculuskerk
De Sint-Proculuskerk is een kleine kerk in het Zuid-Tiroolse Naturns. Het kerkje ligt net buiten de stad, ten oosten van het centrum.

## Beschrijving
Archeologische opgravingen, uitgevoerd tussen 1985 en 1987, hebben aangetoond dat de kerk is gebouwd op de fundamenten van een huis uit het eerste kwart van de 7e eeuw, dat door een brand werd verwoest.
De kerk zelf werd gebouwd tussen de achtste en negende eeuw aan de weg door het dal Vinschgau, die Italië verbindt met Zwitserland.
Opgravingen hebben ook aangetoond dat er naast de kerk een zeventiende-eeuwse begraafplaats ligt van slachtoffers van de pest.

### Sint Proculus

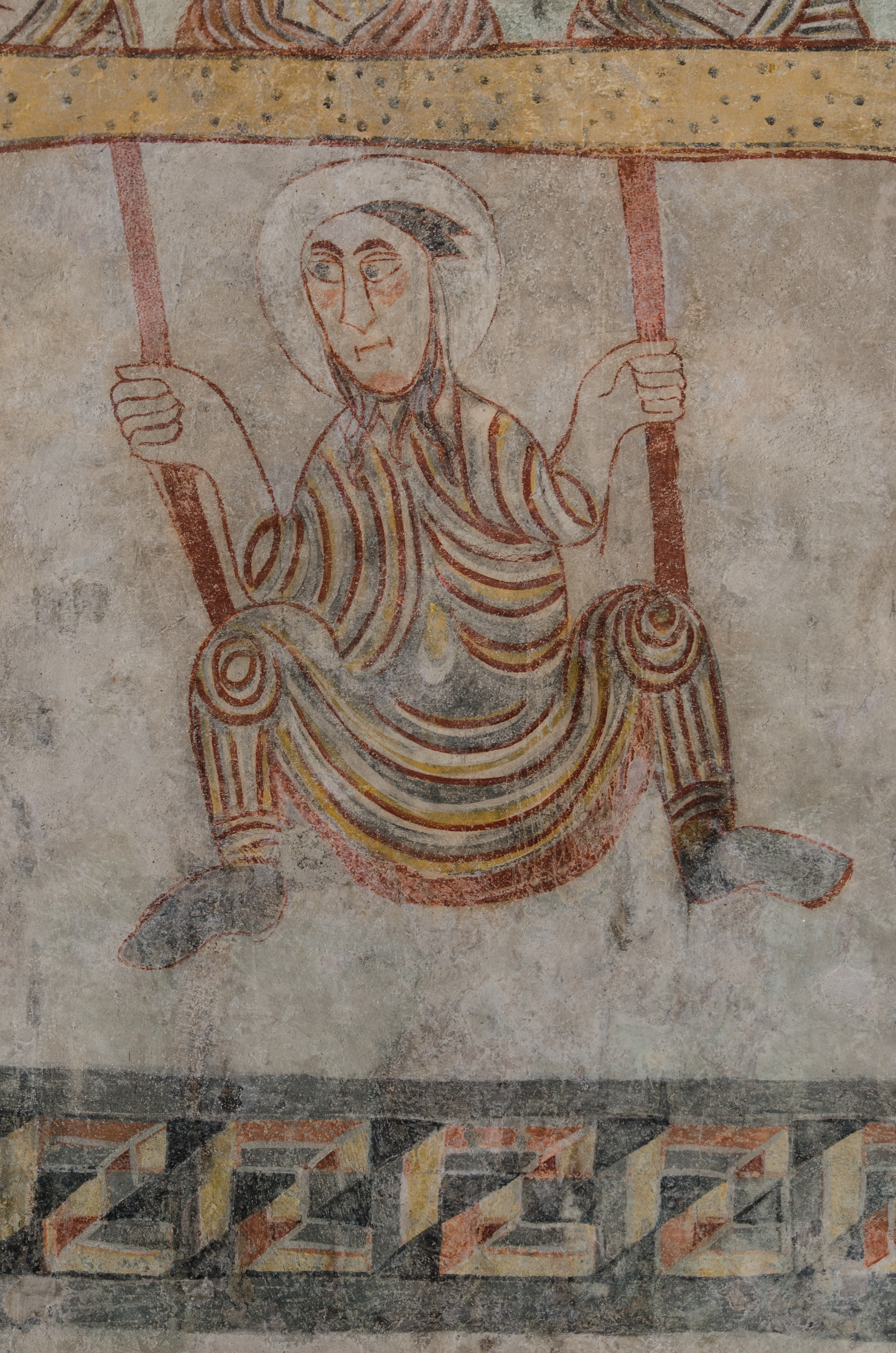
Sint Proculus op de schommel

De Sint-Proculuskerk is gewijd aan de heilige Proculus van Verona, vierde bisschop van de stad Verona. Dit blijkt uit een van de vele fresco's, waarop naar alle waarschijnlijkheid Sint-Proculus zittend op een schommel staat afgebeeld.
Opvallend aan deze afbeelding is dat Proculus zijn handen voor het touw heeft, in plaats van eromheen.